# イトヨリダイ

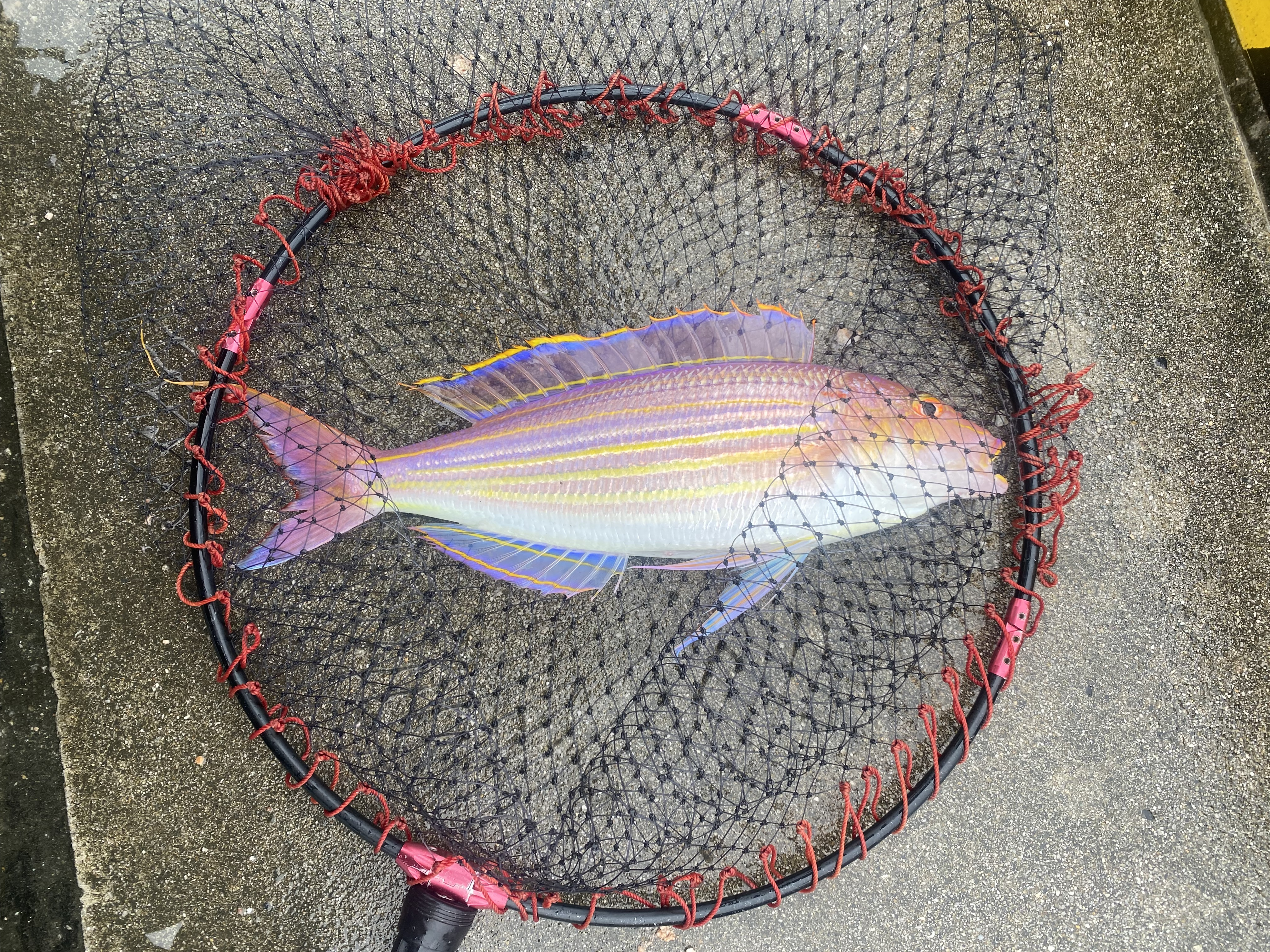
釣り上げられたイトヨリダイ

イトヨリダイ（糸撚鯛・糸縒鯛、学名：Nemipterus virgatus）は、イトヨリダイ科に属する魚類の一種。西太平洋の砂泥底に生息し、漁業の重要な対象種とされる。

## 分類と名称
1782年にオランダの博物学者であるマールテン・ホッタインによって Sparus virgatus として記載され、タイプ産地は日本とされた。従来スズキ目に分類されていたが、『Fishes of the World』第5版では、タイ目に分類されている。種小名は「縞模様」を意味し、体側面にある黄色い縦縞に由来する。
和名は糸を撚るような動きで泳ぐことに由来する。生鮮魚介類として流通する場合には「イトヨリ」の名称も用いられる。また、地方名として「イトヒキ」と呼ばれる場合もある。

## 分布と生息地
南日本、東シナ海、ベトナムから台湾海峡、フィリピンまでの南シナ海、オーストラリア北西部とアラフラ海にかけての西太平洋に分布する。日本では新潟県以南の日本海岸、鹿島灘以南の太平洋岸、瀬戸内海で見られる。底魚であり、水深40-220m、幼魚は水深18-33mの砂泥底に生息する。東シナ海では春から夏にかけて大陸棚の浅場に留まり、冬には沖合に移動する。

## 形態
背鰭は10棘と9軟条から、臀鰭は3棘と8軟条から成る。体長は体高の3.2-4倍で、吻部は眼の直径よりも長い。上顎の前部には3-4対の犬歯がある。胸鰭と腹鰭は長く、肛門の高さから臀鰭の起点まで伸びている。尾鰭は中程度に二叉し、上葉は糸状に伸びる。上半身はピンク色で、下半身は徐々に淡くなる。体側面には6本の縦縞が入り、1本は側線より上にある。胸部と腹部は白色である。頭部はピンク色で、上唇から眼の前下縁にかけて黄色の縞が走り、頬の上には不明瞭な黄色の横帯が2本ある。眼はバラ色で、上唇は黄色。背鰭は淡いピンク色で、幅広く黄色で縁取られる。背鰭の前縁は赤く、基部のすぐ上にもう1本の黄色の縞がある。臀鰭は半透明のピンク色で、縁の下に黄色の縞があり、基部のすぐ上には最後の軟条の先端まで伸びる細い黄色の縞がある。尾鰭はピンク色で、上縁は黄色である。腹鰭はピンク色で、第2および第3条に沿って黄色の線があり、胸鰭は半透明のピンク色である。体長は通常23cmで、最大35cmに達する。

## 生態
痕跡的雌雄同体であり、雄は機能する精巣を持ちながら、機能しない卵巣を持つ。南シナ海では産卵は2月から6月の間に起こり、2月から4月の間にピークを迎える。小魚、甲殻類、頭足類を捕食する。2-3歳にかけて、尾叉長26cmごろに成熟する。駿河湾では1-6月に産卵し、4-6月がピークである。5-8月にかけて仔稚魚が見られる。

## 人との関わり
東シナ海と南シナ海の商業漁業の重要な対象種であり、釣り、延縄、底引網で漁獲される一方、稚魚はエビのトロール漁で大量に混獲される。年間漁獲量は2010年までの10年間で30%減少しており、IUCNのレッドリストでは危急種に指定されている。

### 日本
日本ではうま味が強い白身魚で、美味であるため、経済的価値が高い魚として漁獲され、取引される。中でも、近海で漁獲された大型の物は、高値で取引され、特に関西で珍重される。しかし、日本で市販されている物には輸入された物も多く、その場合は鮮度が落ちるので注意が必要である。日本での旬は、秋から冬にかけてとされる。
身が柔らかく崩れ易いため、煮付け料理には向かず、蒸し魚や塩焼きにする場合が多い。身が柔らかいため、病人用の食事として供される場合もある。なお、鮮度が高ければ、刺身にして食べる例も見られる。

### 台湾
台湾では「金線鰱」(ジンシエンリエン)と称し、中級の魚として食べられている。油で煎り焼きにする事が最も多いものの、台湾では「話梅」(干し梅)の風味を付けた汁をかけて食べたりもする。また、蒸し魚、塩焼きなどにする場合もある。さらに、魚肉練り製品の材料に使われる場合もある。

### 中華人民共和国
香港や広東省では「紅衫」「広東語、ホンサーム）と称し、中級の魚として食べられている。油で煎り焼きにする事が最も多いものの、例えば、香港では落花生油で焼いて、豆豉で味を付けるなど、地域によって味付けに違いが見られる。また、蒸し魚、塩焼きなどにする場合もある。